# Pornographer
Pornographer (ポルノグラファー?) è una miniserie giapponese a tematica omosessuale andata in onda, per la prima volta, dall'8 agosto al 12 settembre 2018 per un totale di 6 episodi. L'opera, tratta dall'omonimo manga, gode dello spin off Mood Indigo.

## Trama
Haruhiko Kuzumi è uno studente universitario che durante una pedalata in bicicletta si scontra con Rio Kijima, uno scrittore di tematiche erotiche, ferendogli il braccio. A causa dell'impossibilità di scrivere (anche se durante la storia si scoprirà che, in realtà, Rio scrive con il braccio che non è stato ferito) Haruhiko incomincia a lavorare per Rio scrivendo, sotto dettatura, le sue novel. Inizialmente Rio incomincia a provare una forte eccitazione per i soggetti descritti da Rio ma, con il tempo, incomincerà a provare una forte attrazione per quest'ultimo.

## Personaggi
- Rio Kijima, interpretato da Terunosuke Takezai
Scrittore enigmatico di novel erotiche dalla strana personalità che vive in solitudine. Incomincerà un rapporto lavorativo con Haruhiko sebbene non ne abbia davvero bisogno. Non sembra avere dimestichezza con la modernità.
- Haruhiko Kuzumi, interpretato da Kenta Izuka
Studente universitario abbastanza deferente che, a causa di un incidente con la bicicletta, deve lavorare per Rio Kijima.
- Shirou Kido, interpretata da Yoshida Munehiro
Editore di Rio Kijima e suo amico dai tempi della scuola. Ha una moglie e una figlia.

## Episodi
| Episodio | Titolo in italiano                    | Messa in onda     |
| -------- | ------------------------------------- | ----------------- |
| 1        | Risveglio delle emozioni sconosciute  | 8 agosto 2018     |
| 2        | Tra amore e gelosia                   | 15 agosto 2018    |
| 3        | La notte del desiderio e dell'impulso | 22 agosto 2018    |
| 4        | L'oscurità che nasce dall'affetto     | 29 agosto 2018    |
| 5        | Tra menzogna e verità                 | 5 settembre 2018  |
| 6        | Alla fine di Amore e ragione          | 12 settembre 2018 |